# Citroën Jumpy
Il Citroën Jumpy (venduto in alcuni mercati sotto il nome di Citroën Dispatch) è un veicolo commerciale leggero prodotto dalla casa automobilistica francese Citroën a partire dal giugno 1994 e giunto alla terza generazione.

## Storia

### La prima generazione (1994-2007)
Il Jumpy nasce nel 1994 da un progetto analogo a quello di poco tempo prima. L'anno precedente, infatti, da una joint-venture tra il Gruppo Fiat e il Gruppo PSA erano nati quattro modelli monovolume prodotti con i marchi Peugeot, Citroën, Fiat e Lancia. Sulla scia di tale progetto, si decise di utilizzare lo stesso pianale per realizzare tre veicoli commerciali. L'unico marchio escluso dalla commercializzazione di questi mezzi era la Lancia. Il modello marchiato con il logo Citroën prese appunto il nome di Jumpy, ma fu prodotto anche come Fiat Scudo e Peugeot Expert.

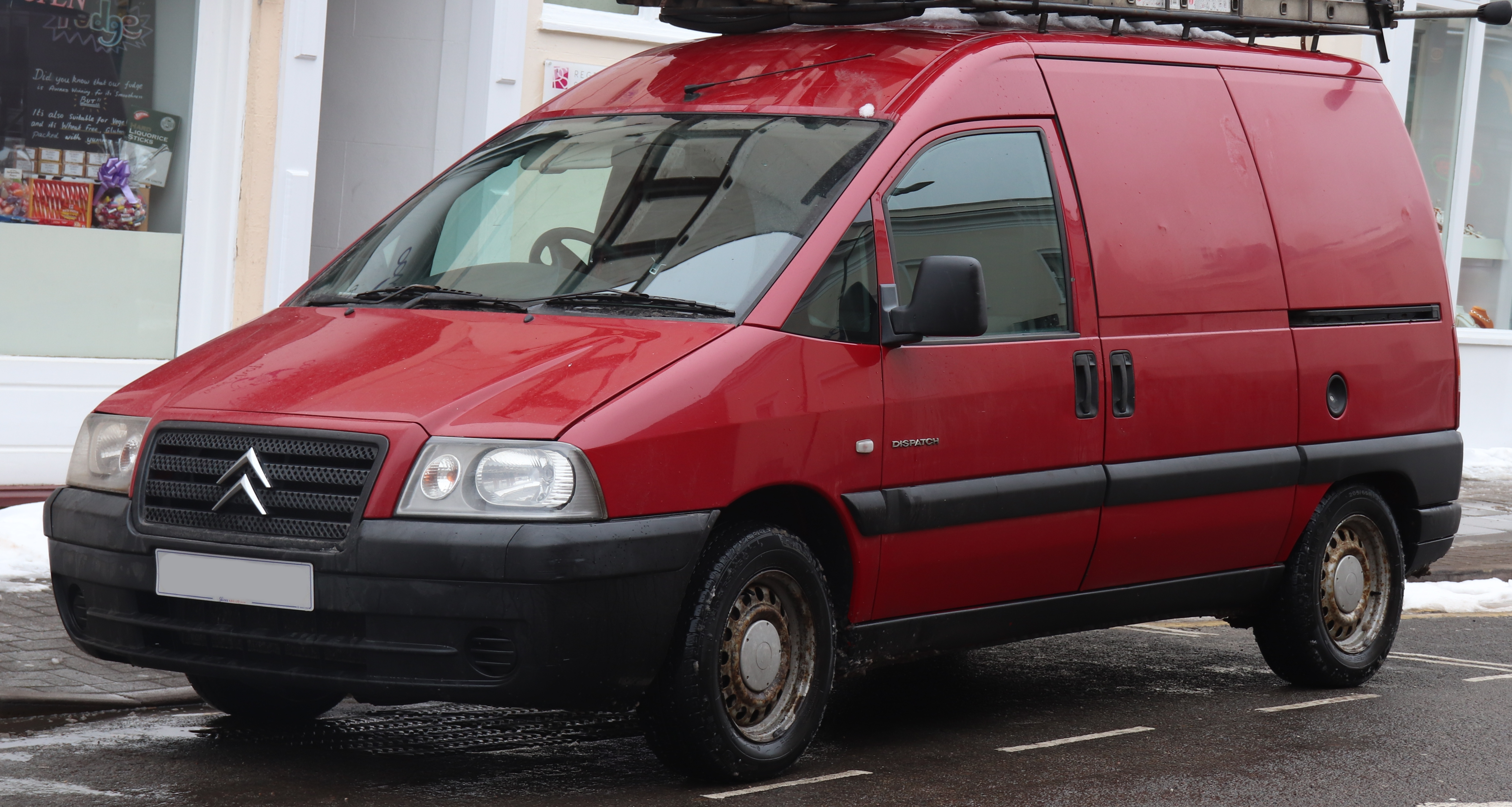
Citroën Jumpy dopo il restyling del 2004

Il veicolo conobbe un buon successo commerciale in madrepatria  (in Italia fu più popolare quello marchiato Fiat), grazie alla capacità di combinare dimensioni relativamente ridotte e buona capacità di carico, che arrivava fino a un massimo di 900 kg in un cassone posteriore del volume di ben 4 metri cubi. In Gran Bretagna era prodotto con il nome di Dispatch. È realizzato anche come monovolume a sette posti e in una versione che prevedeva la sola cabina di guida già carrozzata, mentre la parte posteriore del telaio era messa completamente a nudo per permetterne la conversione in altre versioni non ufficialmente a listino.
La scelta dei motori comprendeva inizialmente un propulsore 1.6 a benzina da 80 CV e due propulsori a gasolio da 1.9 litri (uno aspirato con potenza di 71 CV e uno turbocompresso con potenza di 92 CV).
Nel 2004 fu sottoposto a un deciso restyling, specie nel frontale, che interessò anche le sue due "sorelle". Per l'occasione furono dismessi il propulsore a benzina e il 1.9 turbodiesel, e fu introdotto un 2.0 HDI da 95 CV. Tutti i motori utilizzati erano PSA.

### La seconda generazione (2007-2016)

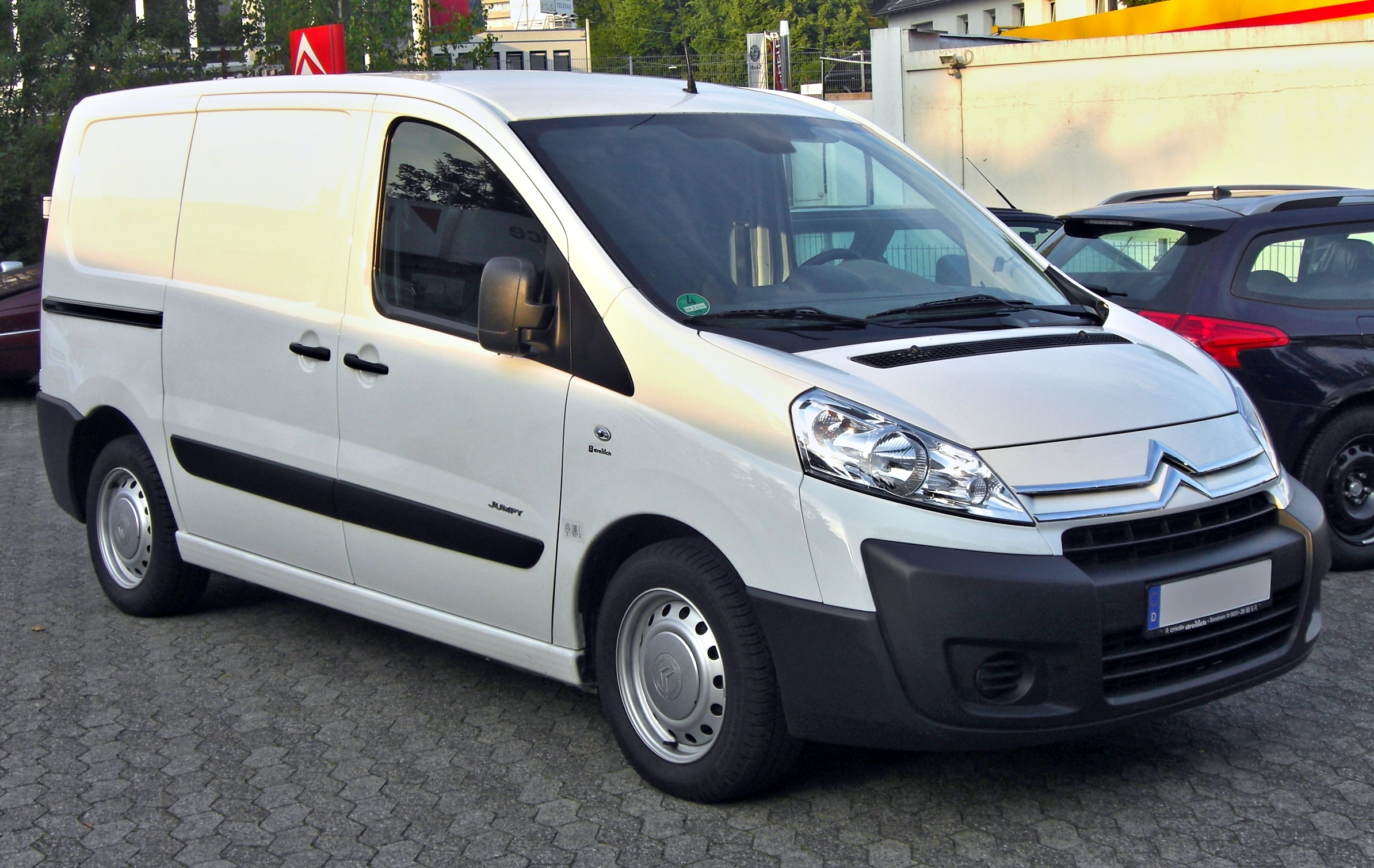
Citroën Jumpy seconda serie del 2008

Nel 2007 ha debuttato la seconda serie del Jumpy assieme alle sorelle. L'estetica è ispirata al Citroën Jumper terza serie mentre i motori sono l'1.6 Hdi da 90 CV, il 2.0 Hdi da 120 CV e il 2.0 benzina da 140 CV. L'estetica fu profondamente rinnovata e resa quindi molto più moderna, con linee più squadrate e spigolose e gruppi ottici posti più in alto e di maggiori dimensioni. Nel 2008 il Jumpy II, come viene normalmente indicato per essere distinto dalle altre generazioni, viene insignito del titolo di Van of the Year.
Nel 2012 questo modello viene sottoposto ad un restyling di mezza età, comprendente un leggero ridisegnamento di fari e calandra. La gamma motori viene anch'essa aggiornata e vede l'arrivo di un nuovo motore 2.0 HDi da 163 CV in luogo del precedente da 160 CV. Questa nuova motorizzazione viene abbinata di serie ad un cambio automatico a 6 rapporti. Dal luglio 2013, il Jumpy viene venduto anche a marchio Toyota come la prima serie del Toyota ProAce.
In quel periodo viene sciolto il rapporto di collaborazione fra gruppo PSA e Fiat Group, quest'ultimo ormai confluito nel colosso FCA. Il gruppo automobilistico francese trova quindi un altro alleato industriale proprio nella Toyota, con cui avvia il nuovo progetto destinato fra l'altro alla realizzazione del nuovo Jumpy.

### La terza generazione (dal 2016)

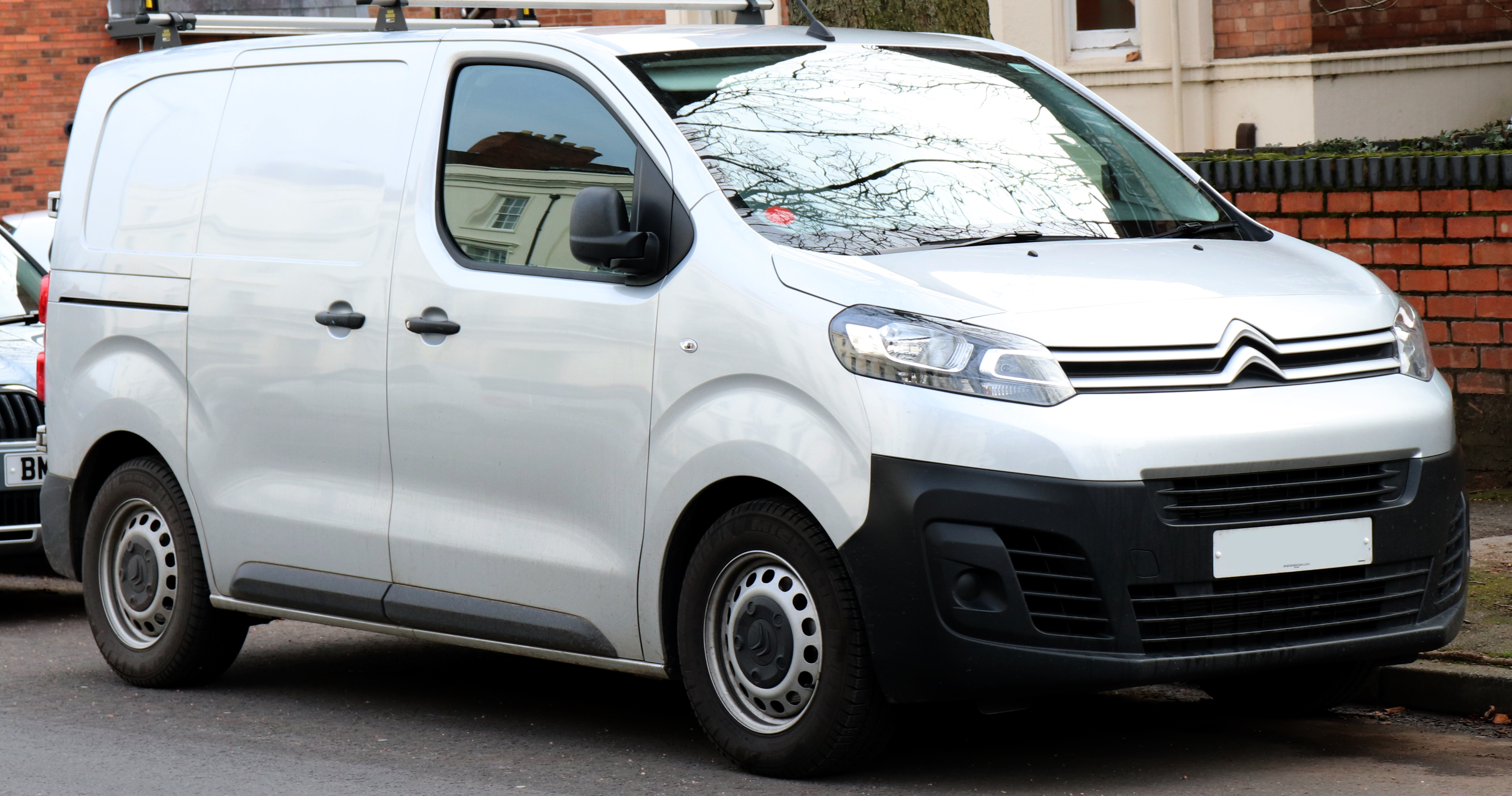
Citroën Jumpy terza serie dal 2016

Nel 2016 fu la volta della terza generazione del furgone Jumpy, frutto di un progetto sviluppato, come già detto, assieme a Toyota, che ne derivò anch'essa un mezzo commerciale da inserire nella propria gamma. L'ex-partner italiano, ormai appartenente al gruppo FCA, stipulerà un accordo con Renault per la rimarchiatura del Renault Trafic III come Fiat Talento per sostituire lo Scudo). Quanto al nuovo Jumpy, esso è la versione per trasporto merci di una nuova monovolume denominata Spacetourer, la quale avrebbe sostituito anche il vecchio Citroën C8. Inoltre, grazie all'ingresso in PSA del marchio Opel, dal 2019 il Jumpy sarà venduto anche come la terza generazione dell'Opel Vivaro (creato in origine con Renault per il gemello del Renault Trafic).
Al suo debutto il Jumpy viene previsto nelle seguenti quattro motorizzazioni, tutte a gasolio, turbocompresse e con alimentazione ad iniezione diretta:
- 1.5 BlueHDi 120: motore PSA DV5 da 1499 cm3 con potenza massima di 120 CV;
- 2.0 BlueHDi 140: motore DW10FD con cilindrata di 2000 cm3 e potenza massima di 140 CV;
- 2.0 BlueHDi 180: motore DW10FC da 2000 cm3 e con potenza massima di 180 CV.
- Elettrico: motore elettrico da 136 CV (100KW) con batterie da 50 o 75 KWh denominato e-jumpy

Fermo restando il consueto schema meccanico a motore anteriore trasversale e a trazione anteriore, il Jumpy è stato previsto in tre varianti di trasmissione a seconda della motorizzazione: la versione di punta da 180 CV è abbinata solo ad un cambio automatico a 8 rapporti, mentre le motorizzazioni intermedie montano un cambio manuale a 6 marce oltre che al cambio automatico a 8 rapporti.
La versione monovolume, chiamata Spacetourer dal 2022, è disponibile solo in variante 100% elettrica, con abbandono delle motorizzazioni diesel.